# Epilobium glaucum
Epilobium glaucum är en dunörtsväxtart som beskrevs av Rodolfo Amando Philippi. Epilobium glaucum ingår i släktet dunörter, och familjen dunörtsväxter. Inga underarter finns listade i Catalogue of Life.